# Первомайське (Батиревський район)
Первома́йське (рос. Первомайское, чув. Первомайски) — село у складі Батиревського району Чувашії, Росія. Адміністративний центр Первомайського сільського поселення.
Населення — 1037 осіб (2010; 1141 у 2002).
Національний склад:
- чуваші — 98 %